# LibreWolf
LibreWolf — це безкоштовний веб-браузер з акцентом на конфіденційності та безпеці, має відкритий вихідний код, та є розгалуженням Firefox.

## Розробка
LibreWolf початково був випущений для роботи в операційній системі Linux, 7 березня 2020 року. Пізніше вийшла версія для Windows. Станом на 2023, браузер також можна встановити на macOS.

## Особливості
LibreWolf є браузером орієнтованим на конфіденційність та безпеку.
Серед особливостей можна відмітити:
- за замовчуванням встановлений uBlock Origin
- відсутня телеметрія.
- автоматичне видалення куків та даних вебсайтів при закритті браузера
- вимкнений WebGL, оскільки він є суттєвим чинником для створення цифрового сліду
- запобігання доступу до геолокаційних сервісів операційної системи
- вимкнене автозаповнення форм
- вимкнута історія пошуків та автозаповнення форм

## Ліцензія
Вихідний код LibreWolf має ліцензію Mozilla Public License 2.0